# 류성룡 종가 문적
류성룡 종가 문적(柳成龍 宗家 文籍)은 경상북도 안동시에 있는 조선시대의 문서류이다. 1963년 1월 21일 대한민국의 보물 제160호로 지정되었다.

## 개요
조선 중기의 문신인 서애 류성룡 (1542∼1607)의 종손가에 소장되어온 문헌과 각종 자료들이다.
서애 류성룡은 퇴계 이황의 문인이며, 김성일과 동문수학하였다. 명종 21년(1566) 문과에 급제하여 승문원권예문관검열, 공조좌랑, 이조좌랑 등의 벼슬을 거쳐 삼정승을 모두 지냈다. 왜적이 쳐들어올 것을 알고 장군인 권율과 이순신을 중용하도록 추천하였고, 화포 등 각종 무기의 제조, 성곽을 세울 것을 건의하고 군비확충에 노력하였다. 또한 도학·문장·글씨 등으로 이름을 떨쳤으며, 그가 죽은 후 ‘문충’이라는 시호가 내려졌고, 안동의 병산서원 등에 모셔졌다.
이 문서들은 임진왜란 때 도체찰사로 임금을 호종하면서 군무를 총괄하던 서애 선생이 직접 손으로 쓴 기록과 임진왜란과 관련되는 문건, 자료 등을 일괄하여 지정된 것이다. 그 목록은 아래와 같다.
1.『진사록』3책 2.『난후잡록』 2책 3.『근폭집』2책 4.『중흥헌근』1책 5.『군문등록』1책 6.『정원전교』2책 7.『정조어제당장서화첩제문부 채제공발』2책 8.『당장시화첩』1책 9.『당장서첩』2책 10~14.柳成龍備忘記入大統曆 11.(호성공신록훈교서) 1축
임진왜란 당시의 상황을 이해하는데 중요한 역사적 자료들로, 당초 ‘안동류씨문서’로 지정되었다가 1991년 현재의 명칭으로 변경되었다. 또한 『징비록』초본이 포함되었으나, 국보로 승급되어 16종 19권이 지정되었다.

## 세부 목록
| 번호     | 사진 | 명칭                                                                                | 소재지                                        | 관리자 (단체)  | 지정일                                          | 참조 |
| 160-1호  |      | 유성룡 종가 문적 - 진사록 (柳成龍 宗家 文籍 - 辰巳錄)                               | 경북 안동시 도산면 퇴계로 1997 한국국학진흥원 | 한국국학진흥원 | 1963년 1월 21일 지정, 2010년 8월 25일 명칭 변경 |      |
| 160-2호  |      | 유성룡 종가 문적 - 난후잡록 (柳成龍 宗家 文籍 - 亂後雜錄)                           | 경북 안동시 도산면 퇴계로 1997 한국국학진흥원 | 한국국학진흥원 | 1963년 1월 21일 지정                            |      |
| 160-3호  |      | 유성룡 종가 문적 - 근폭집 (柳成龍 宗家 文籍 - 芹曝集)                               | 경북 안동시 도산면 퇴계로 1997 한국국학진흥원 | 한국국학진흥원 | 1963년 1월 21일 지정                            |      |
| 160-4호  |      | 유성룡 종가 문적 - 중흥헌근 (柳成龍 宗家 文籍 - 中興獻芹)                           | 경북 안동시 도산면 퇴계로 1997 한국국학진흥원 | 한국국학진흥원 | 1963년 1월 21일 지정                            |      |
| 160-5호  |      | 유성룡 종가 문적 - 군문등록 (柳成龍 宗家 文籍 - 軍門謄錄)                           | 경북 안동시 도산면 퇴계로 1997 한국국학진흥원 | 한국국학진흥원 | 1963년 1월 21일 지정                            |      |
| 160-6호  |      | 유성룡 종가 문적 - 유지 (柳成龍 宗家 文籍 - 有旨)                                   | 경북 안동시 도산면 퇴계로 1997 한국국학진흥원 | 한국국학진흥원 | 1963년 1월 21일 지정, 2010년 8월 25일 명칭 변경 |      |
| 160-7호  |      | 유성룡 종가 문적 - 정조어제당장서화첩제문 (柳成龍 宗家 文籍-正祖御製唐將書畵帖題文) | 경북 안동시 도산면 퇴계로 1997 한국국학진흥원 | 한국국학진흥원 | 1963년 1월 21일 지정, 2010년 8월 25일 명칭 변경 |      |
| 160-8호  |      | 유성룡 종가 문적 - 당장시화첩 (柳成龍 宗家 文籍 - 唐將詩畵帖)                       | 경북 안동시 도산면 퇴계로 1997 한국국학진흥원 | 한국국학진흥원 | 1963년 1월 21일 지정                            |      |
| 160-9호  |      | 유성룡 종가 문적 - 당장서첩 (柳成龍 宗家 文籍 - 唐將書帖)                           | 경북 안동시 도산면 퇴계로 1997 한국국학진흥원 | 한국국학진흥원 | 1963년 1월 21일 지정                            |      |
| 160-10호 |      | 유성룡 종가 문적 - 유성룡비망기입대통력 (柳成龍 宗家 文籍 - 柳成龍備忘記入大統曆)   | 경북 안동시                                   | 영모각         | 1963년 1월 21일 지정                            |      |
| 160-11호 |      | 유성룡 종가 문적 - 유성룡 호성공신교서 (柳成龍 宗家 文籍 - 柳成龍 扈聖功臣敎書)     | 경북 안동시 도산면 퇴계로 1997 한국국학진흥원 | 한국국학진흥원 | 1963년 1월 21일 지정, 2010년 8월 25일 명칭 변경 |      |

## 같이 보기
- 류성룡

## 참고 자료
- 유성룡 종가 문적 - 국가유산청 국가유산포털